# Chef d'État

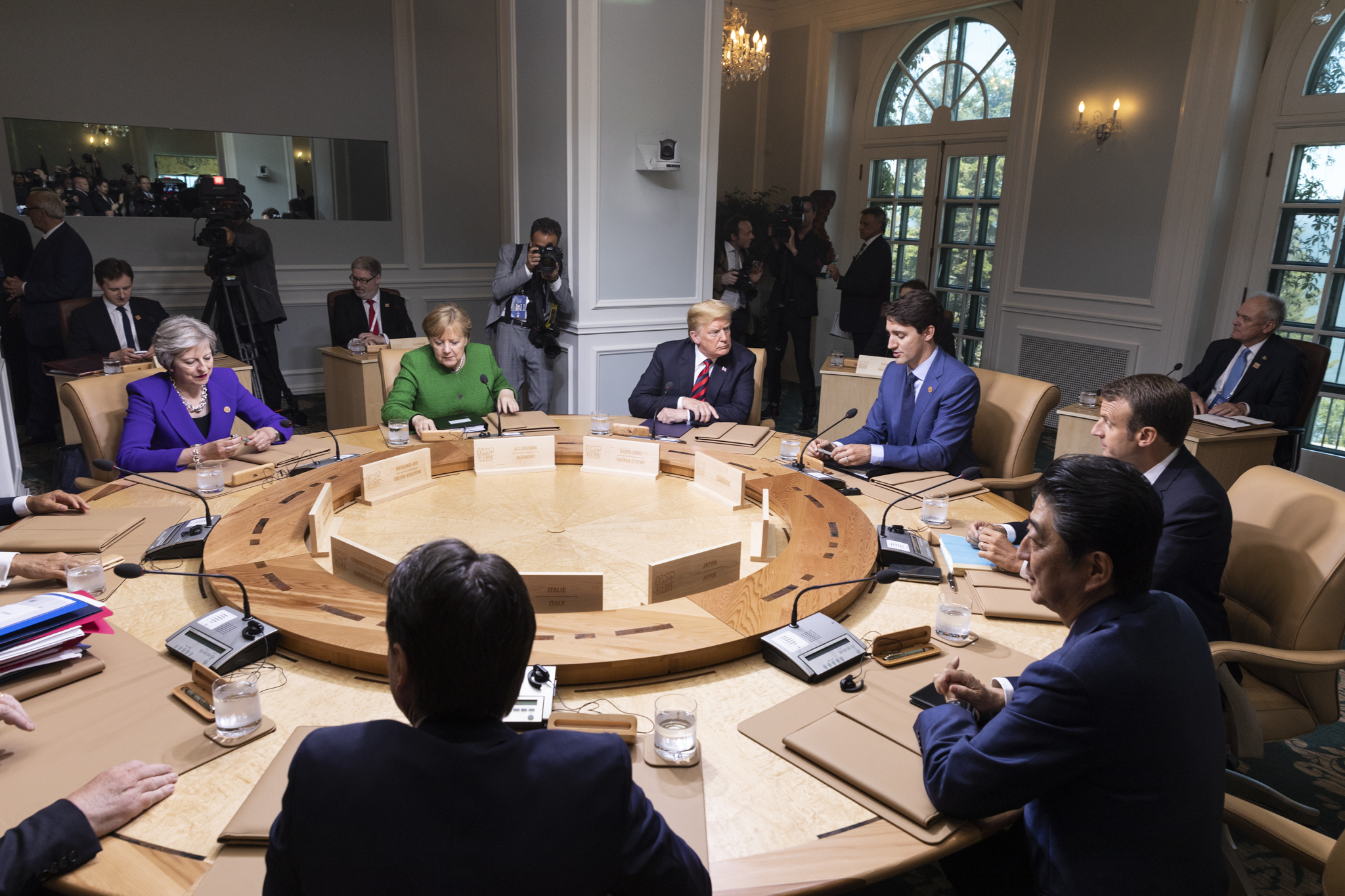
Le président des États-Unis réuni, durant une séance de travail, avec un autre chef d'État (le président de la République française) et cinq chefs de gouvernement (la chancelière allemande et les Premiers ministres canadien, italien, japonais et britannique) parmi les plus puissants de la planète lors du sommet du G7 tenu au Canada en juin 2018.

Un chef d'État est une personne qui incarne la continuité et la légitimité d’un État.
Diverses fonctions lui sont traditionnellement rattachées : représentation extérieure, promulgation des lois, nomination aux hautes fonctions publiques. Selon le pays, il peut être le plus éminent détenteur du pouvoir exécutif effectif, ou au contraire personnifier le pouvoir suprême exercé en son nom par d'autres personnalités politiques. L'expression vient du latin caput regni, la tête de l'État, issue de l'Ancien Régime, et faisant donc référence à une concentration du pouvoir.

## Modèles constitutionnels
Chaque pays a son propre système exécutif mais globalement, il existe quatre catégories principales :
- le système présidentiel dans lequel le chef d'État est également le chef du gouvernement et exerce activement le pouvoir exécutif ;
- le système semi-présidentiel dans lequel le chef d'État partage l'exercice du pouvoir exécutif avec le chef du gouvernement ;
- le système parlementaire dans lequel le chef d'État possède en théorie le pouvoir exécutif mais l'exercice de ce pouvoir est délégué à un chef du gouvernement ;
- le système avec un chef d'État ne détenant pas le pouvoir exécutif dans lequel le chef d'État joue un rôle symbolique au nom de l'État.

Cependant, même s'il existe des catégories, il est parfois difficile de choisir à quelle catégorie quelques chefs d'État appartiennent. Par exemple, les changements dans la constitution du Liechtenstein en 2003, donnent au chef d'État, le prince, des pouvoirs constitutionnels sans précédent incluant le droit de veto sur la législation et le pouvoir, en théorie, de dissoudre le Conseil des ministres. On pourrait en conclure que le renforcement du pouvoir du prince vis-à-vis de la législature a fait entrer le Liechtenstein dans un régime semi-présidentiel. De même, le pouvoir donné à l'origine au président grec par la constitution de la République hellénique de 1974 a rapproché la Grèce du modèle semi-présidentiel français. De plus, le pouvoir, théorique, du monarque britannique de dissoudre son gouvernement à volonté suggère que le Royaume-Uni soit dans un régime semi-présidentiel également. En réalité, la catégorie à laquelle chaque chef d'État appartient est évaluée par la pratique et non pas par la théorie. Dans la pratique, aucun monarque britannique n'a forcé un gouvernement à démissionner depuis le début du XIXe siècle, tandis qu'en réalité la Grèce, avant même que les pouvoirs du présidents soient réduits en 1986, était régie comme un régime parlementaire. À moins et jusqu'à ce que le prince du Liechtenstein exerce les pouvoirs théoriques qu'il possède maintenant, la principauté restera catégorisée comme régime parlementaire.

### Régime monarchique
Dans certains pays, le chef d'État est un monarque héréditaire. Dans la plupart des monarchies libérales modernes, il exerce plus une autorité morale ou symbolique que politique, même si la Constitution lui confère de grands pouvoirs.
Il peut être empereur (Japon), sultan (Oman, Brunei), roi (Belgique, Maroc, Espagne, Pays-Bas, Suède, Norvège, Thaïlande, Arabie Saoudite, Royaume-Uni), prince souverain (Monaco, Liechtenstein), grand-duc (Luxembourg) ou encore émir (Qatar).
Dans les quatorze royaumes du Commonwealth autres que le Royaume-Uni (Canada, Australie, Papouasie-Nouvelle-Guinée, Nouvelle-Zélande, Jamaïque, Bahamas...), le chef d'État de facto est le gouverneur général, choisi par le gouvernement ou par le parlement du pays concerné (selon les modalités de sa propre constitution) comme représentant du chef d'État de jure, le monarque Charles III (dans sa fonction de roi du Canada, de roi d'Australie, de roi de Papouasie-Nouvelle-Guinée, etc). Dans chaque province canadienne est nommé un lieutenant-gouverneur ayant la même fonction, de même que la Couronne d'Australie est représentée par un gouverneur dans chacun des États de l'Australie. Ces fonctions sont presque purement honorifiques. C'est le régime parlementaire.
Le Pape est le chef d'État du Saint-Siège et agit à ce titre comme un monarque élu par un collège électoral, étant le dernier monarque absolu d'Europe en exerçant tous les pouvoirs. C'est le seul chef religieux, avec le coprince épiscopal d'Andorre, à être universellement reconnu comme chef d'État. Le roi ou la reine du Royaume-Uni est ex officio gouverneur suprême de l'Église d'Angleterre (anglicane).
La principauté d’Andorre est régie par un système unique, le paréage. Elle a deux coprinces, l'évêque catalan d’Urgell (coprince épiscopal) et le chef de l'État français : le président de la République (coprince français).

### Régime présidentiel
Dans une république, c'est le peuple qui est souverain. Par conséquent, le président d'une république n'est pas lui-même souverain mais garant de la souveraineté du peuple. Il peut n'être que garant des institutions, voire de l'unité nationale, auquel cas il est dénué de pouvoir politique. Mais il peut aussi être doté du pouvoir exécutif, voire législatif et judiciaire.

### Régime semi-présidentiel
Le régime semi-présidentiel combine des caractéristiques des régimes présidentiels et parlementaires, notamment par le fait que le gouvernement doive répondre à la fois au président et à la législature. La Constitution de la Ve République française prévoit un premier ministre qui est nommé par le président mais qui doit néanmoins être capable de gagner la confiance de l'Assemblée nationale. Dans ce type de régime, il est possible que le président soit d'un parti politique et l'opposition chargée de la législature. Dans ce cas, le président est obligé de choisir un premier ministre dans l'opposition, c'est ce que l'on nomme cohabitation. Ainsi, François Mitterrand, du Parti socialiste, a dû choisir Jacques Chirac, du RPR, comme premier ministre entre 1986 et 1988. De même, Jacques Chirac (RPR) a cohabité avec Lionel Jospin (PS) entre 1997 et 2002.
En France, selon la Constitution de la Ve République, le président de la République est à la fois garant des institutions et doté du pouvoir exécutif. L'expression « chef de l'État » n'apparaît cependant pas dans les textes constitutionnels de 1958. Les constituants l'ont évitée parce qu'ils jugeaient qu'elle comportait une connotation absolutiste, ou du moins évoquait une concentration indue du pouvoir, car elle avait été employée de façon officielle sous Vichy, sous le Second Empire et sous la Restauration. Dans le système français, en cas de cohabitation, le président est souvent autorisé à fixer l'agenda politique des affaires étrangères et le premier ministre est chargé de s’occuper de la politique intérieure.
D'autres pays évoluent vers un régime apparenté au régime semi-présidentiel ou un régime présidentiel. La République de Weimar, par exemple, dans sa constitution prévoyait un président élu par le peuple avec un pouvoir exécutif qui devait être utilisé uniquement en cas d'urgence et un conseil des ministres désigné par le président parmi les membres du Reichstag qui devait, en temps normal, répondre au Reichstag. Initialement, le président était simplement une figure symbolique avec un Reichstag dominant. Cependant, l'instabilité politique persistante, les gouvernements ne restant souvent que quelques mois, mène à un changement dans la structure du pouvoir de la République. Les pouvoirs d'urgence du président sont utilisés de plus en plus souvent pour étayer les gouvernements défiés par les votes critiques et même hostiles du Reichstag. Jusqu'en 1932, le pouvoir a tellement changé de mains que le président allemand, Paul von Hindenburg, était capable de faire démissionner un chancelier et de sélectionner la personne de son choix même si le chancelier sortant avait la confiance du Reichstag et le nouveau chancelier ne l'avait pas. Le président von Hindenburg utilisa son pouvoir pour nommer Adolf Hitler chancelier du Reich sans avoir consulté le Reichstag.

### Régime parlementaire
Le régime parlementaire est une sous-catégorie du régime monarchique. Il se caractérise par la présence d'un monarque dont les pouvoirs sont plutôt symboliques, et d'un parlement élu d'où est tiré l'exécutif exerçant le pouvoir politique réel. Les pays du Commonwealth britannique (Canada, Nouvelle-Zélande, Australie) constituent l'exemple typique de ce genre de régime.

### Chef d'État non exécutif
La dernière catégorie est composée de chefs d'État dit non exécutifs. Ces derniers sont complètement exclus du pouvoir exécutif : ils ne possèdent pas, même de manière théorique, un quelconque pouvoir exécutif ni même un rôle dans le gouvernement.
Au sein de cette catégorie, des variantes en termes de pouvoir et de fonctions peuvent exister. Le roi de Suède, depuis le passage de la constitution moderne suédoise au milieu des années 1970, n'a plus les fonctions d'un chef d'État de régime parlementaire mais reçoit toujours le briefing mensuel du conseil des ministres au Palais Royal. Au contraire, l'unique contact qu'a le président irlandais avec le gouvernement de son pays se fait à travers une session formelle de briefing donnée par le Taoiseach (premier ministre) au président. Cependant, il n'a aucun accès à la documentation et tous les accès aux ministres passent par le bureau du premier ministre. En Italie, le président de la République est garant des institutions, mais c'est le premier ministre qui dispose du pouvoir exécutif.
Exemples de cette catégorie :
- Le président de l'Inde
- Le président de l'Irlande
- Le président de l'Italie
- Le président d'Israël
- Le roi de Suède (depuis 1975)
- Le président de l'Allemagne
- L'empereur du Japon (depuis 1947)
- Le président du Vanuatu.

## Élection ou nomination
Dans la très grande majorité des pays du monde, le chef d'État est un Président de la République élu pour une durée fixe (il peut cependant être réélu dans de très nombreuses nations). Deux types d'élection sont retenus dans ce cas :
- l'élection au suffrage direct : ce sont tous les électeurs qui élisent, en un ou deux tours, le chef de l'État. C'est le cas de la France, du Portugal ou de la Russie.
- l'élection au suffrage indirect : ce sont les parlementaires (députés et sénateurs s'il y en a) qui élisent, souvent à la majorité qualifiée (2/3 ou 3/5) le chef de l'État. C'est le cas de l'Italie, de l'Allemagne ou de l'Afrique du Sud.

À noter que les États-Unis ont choisi un mode d'élection particulier. L'ensemble des électeurs élisent des grands électeurs dans chaque État, en nombre égal au total de parlementaires qu'a chaque État au Congrès fédéral. Ces grands électeurs se réunissent ensuite pour élire le président des États-Unis.
Au Canada, la désignation du chef d'État (gouverneur général) et la durée de son mandat est à la discrétion du premier ministre canadien.
Les mandats présidentiels les plus courants sont cinq ans (quinquennat) et sept ans (septennat).

## Statut
En cas de vacance du pouvoir, par décès ou la démission du chef de l'État, des procédures sont prévues pour assurer l'intérim ou la transition grâce à des organismes prévus, comme la vice-présidence.
Le principe hérité de la monarchie donne une immunité juridique au chef de l'État. Pour garantir la stabilité de la fonction et la séparation des pouvoirs, le dirigeant est protégé et, selon les pays, ne peut faire l'objet de poursuite durant son mandat ou dispose d'un privilège de juridiction.

## Rôles du chef d'État
En fonction de sa catégorie constitutionnelle (voir Modèles constitutionnels), un chef d'État peut avoir un ou plusieurs des rôles suivants :
- Rôle symbolique
- Chef de la diplomatie
- Rôle exécutif
- Rôle législatif
- Dissolution du gouvernement
- Chef des armées

### Rôle symbolique
Charles de Gaulle affirma que le chef d'État doit incarner « l'esprit de la nation » pour la nation elle-même et pour le monde entier : « une certaine idée de la France ». Aujourd'hui de nombreux pays attendent de leur chef d'État qu'il incarne les valeurs nationales dans cet esprit.
Parfois, cette pratique est excessive et le chef d'État commence à croire qu'il est l'unique symbole de la nation. Un culte de la personnalité s'ensuit et l'image du chef d'État devient l'unique représentation visuelle du pays, surpassant même d'autres symboles tels que le drapeau, la constitution, l'hymne national, etc. Un des champions modernes dans ce domaine était Adolf Hitler. Ce type de politique peut également être utilisé par des dirigeants n'ayant pas le rang de chef d'État comme des dirigeants révolutionnaires par exemple.
Dans d'autres cas, et c'est surtout vrai pour les monarques, les pièces de monnaie, les timbres, les billets de banque peuvent être tirés à l'effigie du chef d'État. Toutes sortes de choses peuvent être baptisées du nom du chef d'État, comme les rues, les jardins publics, les écoles, etc.
En général, le rôle du chef d'État est un rôle cérémonial. Ainsi, dans les affaires diplomatiques, le chef d'État est souvent le premier à saluer un visiteur étranger important. Il peut également assumer le rôle d'hôte pendant la visite de personnes importantes, en invitant la personne à un dîner d'État dans son palais.
Dans son pays, le chef d'État se doit d'honorer de sa présence divers événements. Par exemple, le président français se rend au salon de l'agriculture et au salon de l'automobile, inaugure les grands projets tels que les grands centres de recherche susceptibles de faire rayonner l'image de la France dans le monde ou encore assiste au traditionnel défilé du 14 juillet.
Le chef d’État n’assume pas seul ce rôle et délègue parfois ces obligations à son épouse, au premier ministre ou toute autre personne du gouvernement.

### Chef de la diplomatie
Le chef d'État accrédite les ambassadeurs de son pays par l'envoi de lettre de créance à d'autres chefs d'État. Sans cette accréditation, un ambassadeur ne peut pas remplir ce rôle et recevoir le statut diplomatique le plus élevé. Cependant, il existe des dispositions dans le droit international permettant d'exécuter les mêmes fonctions diplomatiques, ou tout du moins une partie de ces fonctions, telles que l'accréditation avec un rôle inférieur avec le gouvernement.
Le chef d'État reçoit les lettres de créance envoyées par d'autres chefs d'État accréditant les ambassadeurs ou autres diplomates dans le pays.
Les royaumes du Commonwealth, États indépendants, ont pour chef d'État la même personne, actuellement le roi Charles III, bien que ses fonctions soient différenciées d'État en État. Pour éviter que le roi n'ait à accréditer des ambassadeurs auprès de lui-même (et donc émette des lettres de créance adressées à lui-même, ce qui paraîtrait curieux), le principal représentant diplomatique d'un royaume du Commonwealth auprès d'un autre obtient le titre de « Haut-commissaire », et non pas d'ambassadeur. Il est accrédité par un chef de gouvernement auprès d'un autre, et non par le chef de l'État.
Le chef d'État signe les traités internationaux au nom de l'État, ou les fait signer en son nom par des ministres (membre du gouvernement ou diplomate). La ratification dépend habituellement de la législature.

### Rôle exécutif
Dans la grande majorité des pays, que ce soit des républiques ou des monarchies, le pouvoir exécutif est investi dans le chef d'État.
Dans les régimes présidentiels, le chef d'État détient le pouvoir exécutif.
Dans les régimes parlementaires, l'exécutif est théoriquement exercé par le chef d'État mais est, en pratique, exercé sur conseil du premier ministre. L'Australie, l'Autriche, le Canada, le Danemark, la France, l'Italie et le Royaume-Uni sont des exemples de pays où le chef d'État détient le pouvoir exécutif. La République tchèque, l'Irlande et la Suède font partie des pays où le premier ministre est chargé de l'exécutif.

### Rôle législatif

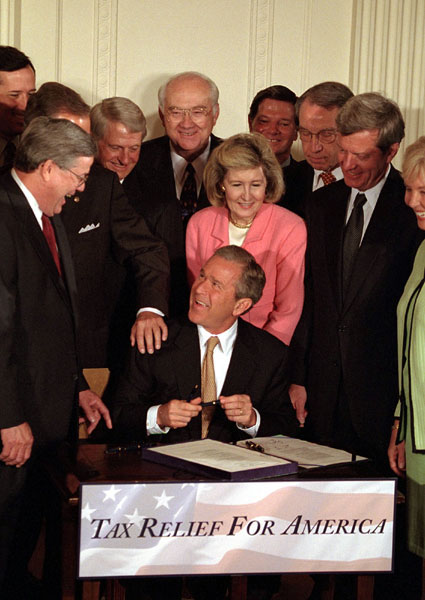
Le président des États-Unis George W. Bush promulgue un projet de loi lors d'une cérémonie publique.

Dans certains pays, le chef d'État détient une partie du pouvoir législatif.
La majorité des pays nécessitent que tout projet de loi votée par la ou les assemblées législatives soit signé par le chef d'État afin d'être transformé en loi. Dans quelques pays, comme le Royaume-Uni, l'Irlande ou la Belgique, le chef d'État est dans les faits considéré comme faisant partie du parlement. Dans les régimes présidentiels, le chef d'État a souvent le pouvoir de poser son veto sur une loi. Dans la plupart des régimes parlementaires, au contraire, le chef d'État ne peut refuser de signer un projet de loi. Le fait de signer un projet de loi pour qu'il devienne une loi est appelé promulgation. Certains États du Commonwealth appellent cette procédure sanction royale.
Par exemple, l'article 1 de la section de la Constitution des États-Unis énonce que chaque projet de loi doit être voté par la Chambre des représentants et doit, avant de devenir une loi, être présentée au président.
Dans certains régimes parlementaires, le chef d'État maintient certains pouvoirs, en rapport avec les projets de loi. Ils peuvent :
- apposer leur veto jusqu'à ce que la chambre législative l'ait révisée et approuvée une seconde fois ;
- suspendre un projet de loi, de manière temporaire ou définitive. Cette possibilité existe en général dans les États à prérogative royale ;
- demander à ce qu'une loi soit vérifiée par l'assemblée constitutionnelle pour vérifier son respect de la constitution ;
- proposer une loi au référendum.

Le chef d'État est également, dans la grande majorité des cas, le détenteur du pouvoir exécutif. Il peut alors contrôler politiquement l'exécution d'une loi et, par conséquent, faire qu'une loi ne soit pas appliquée pendant des années voire jamais.

### Dissolution de la législature
Un chef d’État a souvent le pouvoir de dissoudre la législature.
Dans la plupart des régimes parlementaires, la dissolution est faite sur conseil du premier ministre. Dans quelques autres régimes parlementaires, et dans quelques régimes présidentiels, le chef d'État peut le faire de sa propre initiative.
Quelques États cependant, ont des parlements élus pour une durée fixe et aucune élection anticipée ne peut être effectuée. C'est par exemple le cas des États-Unis. Dans d'autres États, le parlement est élu pour une durée déterminée mais peut être dissous par le chef d'État dans certaines circonstances. Quand un premier ministre a perdu la confiance du parlement, certains États refusent une dissolution du parlement obligeant le premier ministre à démissionner.
C'est en invoquant ce droit à la dissolution de l'organe législatif que Jacques Chirac a dissous l'Assemblée nationale en 1997.

### Chef des armées
Un chef d'État est généralement, de façon honorifique ou littéralement, le chef des forces armées de l'État. Il a alors la plus haute place dans la chaîne de commandement de l'armée.
Dans les dictatures militaires, ou dans les gouvernements arrivés au pouvoir grâce à un coup d'État, cette position est évidente, puisque toute l'autorité dans ces gouvernements dérive de l'utilisation des forces militaires. Occasionnellement, un manque de puissance créé par une guerre est comblé par un chef d'État allant au-delà de son rôle constitutionnel normal, comme l'a fait le roi Albert Ier de Belgique pendant la Première Guerre mondiale.
Tandis que dans les régimes révolutionnaires, le chef d'État, et souvent ses ministres, apparaît fréquemment en uniforme militaire, il est beaucoup plus rare que ce soit le cas dans les démocraties matures, même en temps de guerre, les chefs d'État et le public sont alors plus désireux d'affirmer la primauté de la politique par rapport aux forces armées.

### Autres rôles
Dans certains cas, le chef d'État peut :
- accorder sa grâce ;
- octroyer divers honneurs.